# Hugh Orr
Pas d'image ? Cliquez ici

a Compétitions nationales et continentales officielles uniquement.

b Matchs officiels uniquement.
Hugh James Orr, né le 21 janvier 1878 à Deniliquin et mort le 16 mai 1946 à Wandsworth, est un joueur de rugby à XV écossais, évoluant au poste de centre pour l'Écosse.

## Carrière
Hugh Orr joue son premier test match le 7 février 1903 contre l'équipe du pays de Galles. Il dispute son dernier test match le 27 février 1904 contre l'équipe d'Irlande. Il joue 5 matchs et inscrit 1 essai.

## Palmarès
- Triple couronne dans le Tournoi britannique de rugby à XV 1903.
- Victoire dans le Tournoi britannique de rugby à XV 1904.

## Statistiques en équipe nationale
- 5 sélections pour l'Écosse.
- 3 points (1 essai)
- Sélections par année : 3 en 1903, 2 en 1904
- Participation aux tournois britanniques en 1903, 1904